# 1824 en philosophie
Chronologie de la philosophie
- 1820
- 1821
- 1822
- 1823
- 1824
- 1825
- 1826
- 1827
- 1828

L’année 1824 a été marquée, en philosophie, par les événements suivants :

## Publications

### Rééditions
- Œuvres de Descartes, Paris, F.G. Levrault, par Victor Cousin, 1824-1826 (disponibles sur Gallica).

## Naissances
- 29 mars : Ludwig Büchner, philosophe et naturaliste allemand, mort en 1899.

## Décès
- 20 juillet : Maine de Biran, philosophe français, né en 1766 en philosophie, mort à 57 ans.